# Cis porcatus
Cis porcatus är en skalbaggsart som beskrevs av Sharp 1879. Cis porcatus ingår i släktet Cis och familjen trädsvampborrare. Inga underarter finns listade i Catalogue of Life.